# Municipalsamhälle
Municipalsamhälle (ze szw. miejscowość municypalna) – jednostka podziału administracyjnego Szwecji w okresie od końca XIX w. do 1971, obejmująca pewne gęsto zabudowane obszary w ramach gmin wiejskich (landskommun, -er), gdzie częściowo obowiązywały prawa miejskie.